# Chakhir Belghazouani
Chakhir (ou Chahir) Belghazouani (Porto-Vecchio, 6 de outubro de 1986) é um futebolista francês que atua no meio-campo.

## Carreira
Revelado pelo Toulon, jogou também por Grenoble, Dínamo de Kiev (time de reservas), Strasbourg e Neuchâtel Xamax. Hoje ele defende o Tours.
Belghazouani jogou também pela Seleção Marroquina Sub-17 e pelas categorias Sub-20 e Sub-21 da Seleção Francesa.